# Jan van Breda Kolff
Jan Michael van Breda Kolff (Palos Verdes, 16 dicembre 1951) è un ex cestista e allenatore di pallacanestro statunitense, professionista nella ABA e nella NBA e in Italia.
È il figlio di Butch van Breda Kolff e nipote di Jan van Breda Kolff.

## Carriera
Venne selezionato dai Portland Trail Blazers al secondo giro del Draft NBA 1974 (20ª scelta assoluta).

## Palmarès

### Giocatore
- Campionato italiano: 1

Virtus Bologna: 1983-84
- Coppa Italia: 1

Virtus Bologna: 1984
- Venticinquesimo per numero di stoppate di sempre ABA